# L'Orangeraie
L'Orangeraie est le troisième roman de Larry Tremblay, paru en 2013 aux éditions Alto. Ce roman court, de 180 pages, se compose de trois parties. Sous la forme d’un conte, il met en scène une famille confrontée à la guerre,.

## Résumé
L’intrigue du roman n’est ni datée ni située géographiquement afin que le lecteur n'ait pas de parti pris. Cependant, elle se déroulerait vraisemblablement au Proche-Orient ou au Moyen-Orient à l'époque actuelle.
Le roman met en scène l'histoire de deux frères jumeaux, âgés de neuf ans, Amed et Aziz, confrontés à la guerre. Le roman se compose de trois parties.
Au début de la première partie, la famille vit des jours paisibles au milieu de ses orangers. Zahed, le père de famille, apprend que l'un des deux fils, Aziz, est atteint d'un cancer. Un jour, un obus atterrit chez eux, tuant les grands-parents. Le père, pour venger la mémoire de ces derniers, se laisse convaincre par un chef terroriste, Soulayed, de sacrifier au nom de Dieu l'un de ses fils. L’un des deux fils devra mourir en martyr dans une opération kamikaze. Le père choisit Amed. Cependant, les deux frères décident secrètement, avec la complicité de leur mère, d'intervertir leur rôle.
Dans la seconde partie, on apprend qu'Aziz, au courant de sa maladie incurable, choisit de se faire exploser, échappant ainsi à la mort lente et douloureuse due au cancer. Amed qui se fait appeler Aziz, survit, mais devient la honte de son père qui a découvert la supercherie. Amed étudie le théâtre afin de devenir acteur.
Dans la troisième et dernière partie, Amed joue une pièce de théâtre ayant pour thème la guerre au Moyen-Orient.

## Personnages
- Amed : personnage principal
- Aziz : personnage principal
- Zahed (ou Zohal*) : père de Amed et Aziz
- Tamara : mère de Amed et Aziz
- Shahina (ou Shaanan*) : grand-mère d’Amed et Aziz
- Soulayed : un des chefs terroristes de la région, il est présenté comme un homme pieux..
- Mounir : grand-père de d'Amed et Aziz
- Dalimah (ou Dali*) : tante de Amed et Aziz
- Mani : oncle de Amed et Aziz
- Mikaël : professeur (mentor)
- Halim : garcon de l'école du village
- Kamal (ou Manahal*) : père de Halim
- Kacir : cousin de Zahed
- Naliffa (ou Neelan*) : fille occupant le lit voisin de celui d'Aziz à l'hôpital
- Hajmi : cousine de Tamara
- Bhoudir : oncle d'Amed et Aziz

(* Ces noms existaient dans les précédentes versions de L'orangeraie, les changements ont été apportés pour des raisons de vraisemblance.)

## Récompenses
L'Orangeraie connaît un fort succès critique, il devient lauréat de nombreux prix, notamment le prix littéraire québécois des libraires en 2014 et le prix des collégiens en 2015. Il a également remporté le prix des lycéens folio 2017. Cet ouvrage est publié dans douze pays différents.

## Adaptations

### En opéra
Un opéra, composé de 14 scènes, était programmé à Montréal en octobre 2020, mais à cause de la pandémie de covid-19, sa représentation a été reportée à octobre 2021. Pauline Vaillancourt, directrice artistique de Chants libres, a choisi, comme compositeur de cet opéra, Zad Moultaka, franco-libanais, en raison de son passé au cours duquel il a été confronté à la guerre.

### Au théâtre
Une adaptation théâtrale est réalisée en 2016, mise en scène par Claude Poissant. Avec des représentations au théâtre Denis-Pelletier et au théâtre du Trident.

## Éditions
- Larry Tremblay, L'Orangeraie, éditions Alto, 2013[9].
- Larry Tremblay, L'Orangeraie, Paris, éditions de la Table Ronde, 2015[10].
- Larry Tremblay, L'orangeraie, folio 6139, 2016 [2023]